# Lafarge Lake
Lafarge Lake är en sjö i Kanada.   Den ligger i provinsen British Columbia, i den södra delen av landet, 3 500 km väster om huvudstaden Ottawa. Lafarge Lake ligger 47 meter över havet. Arean är 5,0 kvadratkilometer.
Runt Lafarge Lake är det i huvudsak tätbebyggt. Runt Lafarge Lake är det tätbefolkat, med 356 invånare per kvadratkilometer.